# Irán en los Juegos Paralímpicos de Pyeongchang 2018
Irán estuvo representado en los Juegos Paralímpicos de Pyeongchang 2018 por cinco deportistas, tres hombres y dos mujeres. El equipo paralímpico iraní no obtuvo ninguna medalla en estos Juegos.